# Juke Vox
『Juke Vox』（ジューク・ボックス）は、日本の女性歌手、宇浦冴香の1枚目のアルバム。

## 内容
- B'zのヴォーカリスト、稲葉浩志が楽曲提供・プロデュースしている。稲葉自身がアルバムで他者に全曲楽曲提供するのは初である。このため、稲葉提供作品ではないデビューシングルの「Tears 〜涙は見せたくない〜」は本作には未収録となっている。
- 初回版にはDVDが付属しており、「休憩時間10分」のPV、「果実」、「Sha la la-アヤカシNIGHT-」のライブ映像が収録されている。
- 本来アルバムのタイトルになっているジュークボックスの表記は正しくは「Juke Box」だが、BをVに変え、宇浦のボーカルを聴かせるという意味を持たせている。
- 後に、稲葉のソロアルバム『Hadou』に、宇浦が作詞を担当した「友達以上恋人未満」は「CAGE FIGHT」、「君を想い眠る夜は」は「去りゆく人へ」として稲葉自身の作詞で、アレンジし直して収録された[1]。

## 収録曲
1. 友達以上恋人未満
2. マイミライ
3. 休憩時間10分
4. Sha la la -アヤカシNIGHT-
5. 果実
6. DIET NOW!
7. 君を想い眠る夜は
8. 絶不調
9. オトシモノ
10. フィクション天国
11. JOURNEY

## 参加ミュージシャン
- 宇浦冴香：ボーカル・作詞（#1.3.7.8.9）
- 稲葉浩志：作詞（#2.4-6.10.11）・全曲作曲・ブルースハープ（#7）・アコースティックギター（#11）
- 葉山たけし：編曲（#1-10）・エレクトリックギター（#1-10）・アコースティックギター（#2.4-6.10）・ベース（#1.2.4.6.7.9）
- 中西康晴：ハモンドオルガン（#3.8）・ピアノ(#5)・ヴルリッツァ（#8）
- 徳永暁人：ベース（#3）
- 荒神直規：コーラス（#4）
- 渡辺直樹：ベース(#5.8.10）
- 小野かほり：シェイカー（#5）・コンガ（#8）・ジャンベ（#10）
- 島津由美：チェロ（#11）
- 寺地秀行：編曲（#11）

## タイアップ
- 友達以上恋人未満
  - テレビ東京系『JAPAN COUNTDOWN』2007年9月度オープニングテーマ
- マイミライ
  - よみうりテレビ・日本テレビ系全国ネットアニメ『結界師』第3期エンディングテーマ
  - テレビ東京系『JAPAN COUNTDOWN』2007年6月度オープニングテーマ
- 休憩時間10分
  - よみうりテレビ・日本テレビ系全国ネットアニメ『結界師』第4期エンディングテーマ
  - テレビ東京『PVTV』2007年8月度エンディングテーマ
  - チバテレビ『MU-GEN』2007年8月度オープニングテーマ
- Sha la la -アヤカシNIGHT-
  - よみうりテレビ・日本テレビ系全国ネット放送アニメ『結界師』オープニングテーマ
  - テレビ東京『PVTV』2007年3月度オープニングテーマ
  - バンダイナムコゲームスニンテンドーDS用ゲームソフト『結界師 烏森妖奇談』CMソング
- 果実
  - チバテレビ『MU-GEN』2007年9月度オープニングテーマ